# 塩釜FCヴィーゼ
塩釜FCヴィーゼ（しおがま・エフシー・ヴィーゼ、Shiogama F.C. Wiese）は宮城県塩竈市を本拠地とするサッカークラブである。

## 概要
1996年、佐川急便仙台サッカー部として発足、仙台実業団サッカーリーグ4部に参加した。2001年に宮城県サッカーリーグ昇格を果たした際、佐川急便の東北地域の支社を代表するチームを目指す観点から佐川急便東北サッカー部と改称。その後も順調に昇格を続け、2003年には東北社会人サッカーリーグ1部に昇格したものの、その年を最後に佐川急便が支援を打ち切った。
1964年に発足した仁井町スポーツ少年団を前身とする塩釜FCは、1986年にジュニアユース、1993年にユースチームを発足。1996年には運営組織を社団法人化し活動していたが、2004年、廃部となった佐川急便東北から運営を引き継ぎ、社会人トップチームヴィーゼ塩釜として再出発を果たした。ヴィーゼ（Wiese）の由来は本拠地の伊保石牧場グラウンドが牧草の中にある芝生グラウンドということで、牧草地をドイツ語で現したもの（試合は主に宮城県サッカー場などを使用）。
2007年、塩釜FCヴィーゼに名称変更。2012年、NEC TOKIN FCを吸収合併し、そのNEC TOKINから「NT」を取り塩釜NTFCヴィーゼに改める。
2014年の東北リーグでは10位となり、当年をもってリーグを離脱。2015年からは宮城県リーグ1部に参戦している。2016年は入替戦でARDORE桑原に敗れ2部降格となったが、翌2017年は優勝を果たし1年で1部に復帰。
2018年にはクラブ名を塩釜FCヴィーゼに戻し チームの刷新を図るも、県リーグ1部では7位に終わり2部降格。翌2019年は県リーグ2部で2位となり、再び1年で1部に復帰する。
2020年は宮城県リーグ1部で2位となり、上位チームの東北リーグ昇格辞退に伴い昇格の権利を得たが、当チームも昇格を辞退している。
2022年は宮城県リーグ1部で7位に終わり、中新田SCとの入替戦にも敗れ一度は2部降格が決まったが、マリソル松島の解散に伴い1部残留となった。
塩釜FCは芝生育成に関して、「塩釜方式」と呼ばれる早くて安くて丈夫な芝生を育成することができるノウハウを有しているため、全国各地から関係者が見学に訪れることがある。また、Jリーグが「百年構想」を行う前から地域に根ざしたスポーツクラブを標榜している。

## 成績
| 年度 | 所属      | 順位 | 勝点 | 試合 | 勝 | 分 | 敗 | 得点 | 失点 | 差  | 監督       |
| 2004 | 東北1部   | 2位  | 26   | 14   | 8  | 2  | 4  | 37   | 28   | 9   | 野地芳生   |
| 2005 | 東北1部   | 4位  | 14   | 12   | 3  | 5  | 4  | 22   | 18   | 4   | 小野寺陽人 |
| 2006 | 東北1部   | 6位  | 12   | 14   | 3  | 8  | 3  | 20   | 25   | -5  | 小野寺陽人 |
| 2007 | 東北1部   | 4位  | 18   | 14   | 5  | 3  | 6  | 18   | 21   | -3  | 小野寺陽人 |
| 2008 | 東北1部   | 5位  | 13   | 14   | 4  | 1  | 9  | 24   | 49   | -25 | 小野寺陽人 |
| 2009 | 東北1部   | 7位  | 9    | 14   | 2  | 3  | 9  | 19   | 36   | -17 | 小野寺陽人 |
| 2010 | 東北1部   | 7位  | 10   | 14   | 3  | 1  | 10 | 10   | 65   | -55 | 小野寺陽人 |
| 2011 | 東北1部   | 7位  | 1    | 12   | 0  | 1  | 11 | 6    | 87   | -81 | 小野寺陽人 |
| 2012 | 東北1部   | 3位  | 19   | 12   | 6  | 1  | 5  | 26   | 29   | -3  | 草野修治   |
| 2013 | 東北1部   | 8位  | 15   | 18   | 4  | 3  | 11 | 26   | 61   | -35 | 草野修治   |
| 2014 | 東北1部   | 10位 | 3    | 18   | 1  | 0  | 17 | 11   | 91   | -80 | 大谷哲也   |
| 2015 | 宮城県1部 | 7位  | 21   | 16   | 6  | 3  | 7  | 28   | 46   | -18 |            |
| 2016 | 宮城県1部 | 7位  | 16   | 14   | 4  | 4  | 6  | 24   | 36   | -12 |            |
| 2017 | 宮城県2部 | 優勝 | 28   | 12   | 9  | 1  | 2  | 35   | 13   | 22  |            |
| 2018 | 宮城県1部 | 7位  | 14   | 14   | 4  | 8  | 2  | 22   | 28   | -6  |            |
| 2019 | 宮城県2部 | 2位  | 30   | 14   | 9  | 3  | 2  | 39   | 22   | 17  |            |
| 2020 | 宮城県1部 | 2位  | 15   | 7    | 5  | 0  | 2  | 27   | 13   | 14  |            |
| 2021 | 宮城県1部 | 5位  | 9    | 7    | 4  | 0  | 3  | 21   | 16   | 5   |            |
| 2022 | 宮城県1部 | 7位  | 14   | 14   | 4  | 2  | 8  | 31   | 35   | -4  |            |
| 2023 | 宮城県1部 | 7位  | 11   | 14   | 3  | 2  | 9  | 21   | 42   | -21 |            |
| 2024 | 宮城県1部 | 5位  | 12   | 10   | 4  | 0  | 6  | 16   | 24   | -8  |            |

## タイトル・主な成績

### リーグ戦
- 東北社会人サッカーリーグ1部
  - 準優勝：2004年
- 宮城県サッカーリーグ1部
  - 準優勝：2020年
- 宮城県サッカーリーグ2部
  - 優勝：2017年
  - 準優勝：2019年

## 下部組織
下部組織は全国レベルの大会の常連である。

### 下部組織の戦績

#### ユース
- 日本クラブユースサッカー選手権 (U-18)大会：出場14回
- 日本クラブユースサッカー選手権 (U-18)Town Club CUP：出場5回

### 主な下部組織出身者
- 奥山泰裕
- 佐々木勇人
- 遠藤康（塩釜FCユース登録でトップチームでプレイ経験有り）
- 佐藤幸大
- 秋元佑太